# Hamish Bond
Hamish Byron Bond (Dunedin, 13 febbraio 1986) è un canottiere e ciclista su strada neozelandese, vincitore della medaglia d'oro nel 2 senza a Londra 2012 e Rio 2016 (insieme a Eric Murray) e nell'Otto a Tokyo 2020.

## Biografia
È fratello del canottiere Alistair Bond..

### Canottaggio
Ha rappresentato la Nuova Zelanda a quattro edizioni consecutive dei Giochi olimpici estivi da Pechino 2008 a Tokyo 2020. A quest'ultima edizione è stato alfiere della sua nazionale assieme alla rugbista Sarah Goss-Hirini.
Alle Olimpiadi di Tokyo 2020 ha vinto la medaglia d'oro nell'otto con i connazionali Tom MacKintosh, Tom Murray, Michael Brake, Dan Williamson, Phillip Wilson, Shaun Kirkham, Matt MacDonald e Sam Bosworth.

### Cilismo
Dal 2017 si è cimentato nel ciclismo su strada specializzandosi in particolare nella prova della cronometro individuale.
In questa particolare disciplina ha raccolto risultati apprezzabili; nel 2017 ha conquistato la medaglia di bronzo sia agli Oceania Cycling Championships che ai Campionati neozelandesi di ciclismo su strada, a fine stagione ha preso parte anche ai Campionati mondiali a cronometro piazzandosi trentanovesimo.
Nel 2018 si è migliorato vincendo entrambe le competizioni ed ha partecipato ai Giochi del Commonwealth di Gold Coast 2018 conquistando la medaglia di bronzo nella prova a cronometro dietro Cameron Meyer e Harry Tanfield.

## Palmarès

### Canottaggio
- Giochi olimpici

Londra 2012: oro nel 2 senza.
Rio de Janeiro 2016: oro nel 2 senza.
Tokyo 2020: oro nell’8 con
- Mondiali

Monaco di Baviera 2007: oro nel 4 senza.
Poznań 2009: oro nel 2 senza.
Lago Karapiro 2010: oro nel 2 senza.
Bled 2011: oro nel 2 senza.
Chungju 2013: oro nel 2 senza.
Amsterdam 2014: oro nel 2 senza e nel 2 con.
Aiguebelette-le-Lac 2015: oro nel 2 senza.

### Ciclismo
- Giochi del Commonwealth

Gold Coast 2018: bronzo nella prova a cronometro.
- 2018 (due vittorie)

Campionati oceaniani, Prova a cronometro
Campionati neozelandesi, Prova a cronometro

## Piazzamenti

### Competizioni mondiali
- Campionati del mondo di ciclismo su strada

Bergen 2017 - Cronometro Elite: 39º
Innsbruck 2018 - Cronometro Elite: 25º